# سارا أندرسن
سارا أندرسن (بالدنماركية: Sara Thrige Andersen) هي لاعبة كرة قدم دنماركية، ولدت في 15 مايو 1996. لعبت مع Fortuna Hjørring ‏.

## وصلات خارجية
- سارا أندرسن على موقع الاتحاد الأوربي (الإنجليزية)
- سارا أندرسن على موقع قاعدة بيانات كرة القدم.إي يو (الإنجليزية)
- سارا أندرسن على موقع Soccerway.com (الإنجليزية)
- سارا أندرسن على موقع عالم كرة القدم.نت (الإنجليزية)